# Torneo Clausura 2012 (Venezuela)

El Torneo Clausura de la Primera División Venezolana 2011/12 (conocida como Copa Movilnet por motivos de patrocinio), es el segundo de los dos torneos de la temporada 2011/12 de la primera división venezolana de fútbol.

## Aspectos generales

### Modalidad
El torneo se juega con el formato "todos contra todos" en una rueda (17 fechas), en los que participan dieciocho equipos. El campeón será el que sume más puntos durante las 17 fechas. Los campeones de los dos torneos (Apertura y Clausura) se enfrentan en una final a partidos de ida y vuelta para definir al Campeón Nacional quien se lleva el título de Liga es decir, la estrella de la temporada. La clasificación a la Copa Libertadores de América, corresponden al ganador del Torneo Clausura.

### Equipos participantes
| Equipo | Equipo                            | Entrenador                                 | Entrenador         | Ciudad          | Estadio                       | Capacidad |
| ------ | --------------------------------- | ------------------------------------------ | ------------------ | --------------- | ----------------------------- | --------- |
|        | Aragua Fútbol Club                | Bandera de Argentina                       | Raúl Cavalleri     | Maracay         | Giuseppe Antonelli            | 5.000     |
|        | Atlético El Vigía Fútbol Club     | Bandera de Venezuela                       | Rodin Duque        | El Vigía        | Ramón Hernández               | 12.765    |
|        | Carabobo Fútbol Club              | Bandera de Venezuela                       | Alberto Valencia   | Valencia        | Polideportivo Misael Delgado  | 10.400    |
|        | Caracas Fútbol Club               | Bandera de Venezuela                       | Ceferino Bencomo   | Caracas         | Olímpico de la UCV            | 21.900    |
|        | Deportivo Lara                    | Bandera de Venezuela                       | Eduardo Saragó     | Cabudare        | Metropolitano de Lara         | 45.312    |
|        | Club Deportivo Mineros de Guayana | Bandera de Uruguay · Bandera de Venezuela  | Carlos Maldonado   | Ciudad Guayana  | CTE Cachamay                  | 41.300    |
|        | Deportivo Anzoátegui Sport Club   | Bandera de Venezuela                       | Daniel Farías      | Puerto La Cruz  | José Antonio Anzoátegui       | 40.000    |
|        | Deportivo Petare Fútbol Club      | Bandera de España · Bandera de Venezuela   | Manuel Plasencia   | Caracas         | Olímpico de la UCV            | 21.900    |
|        | Deportivo Táchira Fútbol Club     | Bandera de Venezuela                       | Manuel Contreras   | San Cristóbal   | Polideportivo de Pueblo Nuevo | 38.755    |
|        | Estudiantes de Mérida Fútbol Club | Bandera de Venezuela                       | José de Jesús Vera | Mérida          | Metropolitano de Mérida       | 42.200    |
|        | Llaneros de Guanare Fútbol Club   | Bandera de Venezuela                       | Miguel Acosta Jr.  | Guanare         | Rafael Calles Pinto           | 13.000    |
|        | Monagas Sport Club                | Bandera de Venezuela                       | Eduardo Borrero    | Maturín         | Monumental de Maturín         | 52.000    |
|        | Real Esppor Club                  | Bandera de Venezuela                       | Charles López      | Caracas         | Brígido Iriarte               | 12.500    |
|        | Trujillanos Fútbol Club           | Bandera de Venezuela                       | Pedro Vera         | Valera          | José Alberto Pérez            | 14.000    |
|        | Tucanes de Amazonas Fútbol Club   | Bandera de Venezuela                       | Edson Tortolero    | Puerto Ayacucho | Antonio José de Sucre         | 10.000    |
|        | Yaracuyanos Fútbol Club           | Bandera de Venezuela                       | Saul Maldonado     | San Felipe      | Florentino Oropeza            | 10.000    |
|        | Zamora Fútbol Club                | Bandera de Venezuela                       | Julio Quintero     | Barinas         | Agustín Tovar                 | 28.500    |
|        | Zulia Fútbol Club                 | Bandera de Colombia · Bandera de Venezuela | Alex García        | Maracaibo       | José Encarnación Romero       | 46.000    |

## Clasificación
|                                            |     | Equipos de fútbol     | PJ | G  | E | P  | GF | GC | Dif | Pts | M             |
| ------------------------------------------ | --- | --------------------- | -- | -- | - | -- | -- | -- | --- | --- | ------------- |
|                                            | 1.  | Deportivo Lara        | 17 | 13 | 3 | 1  | 32 | 12 | +20 | 42  | Sin cambios   |
|                                            | 2.  | Mineros de Guayana    | 17 | 9  | 6 | 2  | 29 | 15 | +14 | 33  | Sin cambios   |
|                                            | 3.  | Deportivo Anzoátegui  | 17 | 9  | 5 | 3  | 21 | 10 | +11 | 32  | Sin cambios   |
|                                            | 4.  | Caracas FC            | 17 | 8  | 4 | 5  | 23 | 20 | +3  | 28  | Crecimiento   |
|                                            | 5.  | Zulia FC              | 17 | 9  | 0 | 8  | 14 | 13 | +1  | 27  | Crecimiento   |
|                                            | 6.  | Llaneros de Guanare   | 17 | 7  | 5 | 5  | 17 | 14 | +3  | 26  | Sin cambios   |
|                                            | 7.  | Zamora FC             | 17 | 7  | 4 | 6  | 23 | 23 | 0   | 25  | Crecimiento   |
|                                            | 8.  | Trujillanos           | 17 | 5  | 8 | 4  | 17 | 16 | +1  | 23  | Crecimiento   |
|                                            | 9.  | Aragua FC             | 17 | 5  | 6 | 6  | 16 | 17 | -1  | 21  | Decrecimiento |
|                                            | 10. | Carabobo FC           | 17 | 5  | 6 | 6  | 14 | 15 | -1  | 21  | Decrecimiento |
|                                            | 11. | Deportivo Táchira     | 17 | 5  | 5 | 7  | 18 | 19 | -1  | 20  | Crecimiento   |
|                                            | 12. | Monagas SC            | 17 | 5  | 5 | 7  | 14 | 15 | -1  | 20  | Crecimiento   |
|                                            | 13. | Yaracuyanos FC        | 17 | 5  | 5 | 7  | 18 | 20 | -2  | 20  | Crecimiento   |
|                                            | 14. | Estudiantes de Mérida | 17 | 4  | 7 | 6  | 17 | 19 | -2  | 19  | Sin cambios   |
|                                            | 15. | Real Esppor           | 17 | 4  | 6 | 7  | 9  | 14 | -5  | 18  | Crecimiento   |
|                                            | 16. | Deportivo Petare      | 17 | 3  | 7 | 7  | 16 | 22 | -6  | 16  | Crecimiento   |
|                                            | 17. | Atlético El Vigía     | 17 | 4  | 4 | 9  | 11 | 24 | -13 | 16  | Sin cambios   |
|                                            | 18. | Tucanes de Amazonas   | 17 | 2  | 2 | 13 | 15 | 36 | -21 | 8   | Sin cambios   |
| Datos actualizados al: 13 de mayo de 2012. |     |                       |    |    |   |    |    |    |     |     |               |

Pts = Puntos; PJ = Partidos Jugados; G = Partidos Ganados; E = Partidos Empatados; P = Partidos Perdidos; GF = Goles Anotados; GC = Goles Recibidos; Dif = Diferencia de goles; M = Movimiento respecto a la jornada anterior
|  | Campeón del Torneo Clausura |

## Resultados
| Real Esppor           | 0:1 | Mineros de Guayana  | Brígido Iriarte              | 14 de enero | 2.261 |
| Carabobo FC           | 0:1 | Zulia FC            | Polideportivo Misael Delgado | 15 de enero | 4.875 |
| Estudiantes de Mérida | 1:2 | Llaneros de Guanare | Metropolitano de Mérida      | 15 de enero | 3.528 |
| Trujillanos FC        | 2:1 | Caracas FC          | José Alberto Pérez           | 15 de enero | 4.795 |
| CD Lara               | 3:1 | Deportivo Táchira   | Metropolitano de Lara        | 15 de enero | 9.536 |
| Monagas SC            | 0:0 | Aragua FC           | Monumental de Maturín        | 15 de enero | 3.358 |
| Deportivo Anzoátegui  | 2:1 | Yaracuyanos FC      | José Antonio Anzoátegui      | 15 de enero | 3.202 |
| Zamora FC             | 2:2 | Tucanes de Amazonas | Agustín Tovar                | 15 de enero | 4.585 |
| Deportivo Petare      | 0:0 | Atlético El Vigía   | Olímpico de la UCV           | 28 de marzo | 315   |

| Deportivo Táchira   | 3:3 | Deportivo Petare      | Polideportivo de Pueblo Nuevo | 20 de enero | 7.917 |
| Atlético El Vigía   | 1:2 | Zamora FC             | Ramón Hernández               | 22 de enero | 1.589 |
| Tucanes de Amazonas | 3:1 | Monagas SC            | Antonio José de Sucre         | 22 de enero | 7.720 |
| Yaracuyanos FC      | 1:0 | Aragua FC             | Florentino Oropeza            | 22 de enero | 3.935 |
| Llaneros de Guanare | 1:1 | Trujillanos FC        | Rafael Calles Pinto           | 22 de enero | 3.852 |
| Carabobo FC         | 2:0 | Real Esppor           | Polideportivo Misael Delgado  | 22 de enero | 3.995 |
| Mineros de Guayana  | 1:1 | Estudiantes de Mérida | CTE Cachamay                  | 14 de marzo | 8.924 |
| Zulia FC            | 1:2 | CD Lara               | José Encarnación Romero       | 4 de abril  | 1.318 |
| Caracas FC          | 0:0 | Deportivo Anzoátegui  | Olímpico de la UCV            | 2 de mayo   | 6.167 |

| Real Esppor           | 0:0 | CD Lara             | Brígido Iriarte         | 16 de febrero | 1.050 |
| Aragua FC             | 1:0 | Tucanes de Amazonas | Giuseppe Antonelli      | 16 de febrero | 1.602 |
| Deportivo Petare      | 1:2 | Zulia FC            | Olímpico de la UCV      | 16 de febrero | 410   |
| Monagas SC            | 2:1 | Atlético El Vigía   | Monumental de Maturín   | 16 de febrero | 1.080 |
| Trujillanos FC        | 1:1 | Mineros de Guayana  | José Alberto Pérez      | 16 de febrero | 1.870 |
| Deportivo Anzoátegui  | 1:0 | Llaneros de Guanare | José Antonio Anzoátegui | 16 de febrero | 1.112 |
| Yaracuyanos FC        | 3:3 | Caracas FC          | Florentino Oropeza      | 16 de febrero | 6.158 |
| Zamora FC             | 1:1 | Deportivo Táchira   | Agustín Tovar           | 29 de febrero | 7.647 |
| Estudiantes de Mérida | 2:2 | Carabobo FC         | Metropolitano de Mérida | 18 de abril   | 5.228 |

| Real Esppor         | 0:0 | Estudiantes de Mérida | Brígido Iriarte               | 28 de enero   | 1.751  |
| Zulia FC            | 0:1 | Zamora FC             | José Encarnación Romero       | 28 de enero   | 1.081  |
| Carabobo FC         | 1:1 | Trujillanos FC        | Polideportivo Misael Delgado  | 29 de enero   | 4.869  |
| Atlético El Vigía   | 2:1 | Aragua FC             | Ramón Hernández               | 29 de enero   | 1.256  |
| Llaneros de Guanare | 2:1 | Yaracuyanos FC        | Rafael Calles Pinto           | 29 de enero   | 3.590  |
| CD Lara             | 2:1 | Deportivo Petare      | Metropolitano de Lara         | 29 de enero   | 9.000  |
| Mineros de Guayana  | 2:0 | Deportivo Anzoátegui  | CTE Cachamay                  | 29 de enero   | 14.452 |
| Deportivo Táchira   | 1:0 | Monagas SC            | Polideportivo de Pueblo Nuevo | 1 de febrero  | 6.125  |
| Caracas FC          | 3:0 | Tucanes de Amazonas   | Olímpico de la UCV            | 29 de febrero | 8.146  |

| Tucanes de Amazonas   | 1:2 | Atlético El Vigía   | Antonio José de Sucre   | 5 de febrero | 11.400 |
| Estudiantes de Mérida | 1:1 | Deportivo Petare    | Metropolitano de Mérida | 5 de febrero | 1.650  |
| Trujillanos FC        | 0:2 | Real Esppor         | José Alberto Pérez      | 5 de febrero | 4.375  |
| Yaracuyanos FC        | 2:2 | Mineros de Guayana  | Florentino Oropeza      | 5 de febrero | 2.115  |
| Monagas SC            | 1:0 | Zulia FC            | Monumental de Maturín   | 5 de febrero | 2.030  |
| Deportivo Anzoátegui  | 0:0 | Carabobo FC         | José Antonio Anzoátegui | 5 de febrero | 2.708  |
| Zamora FC             | 1:3 | CD Lara             | Agustín Tovar           | 5 de febrero | 9.118  |
| Aragua FC             | 1:0 | Deportivo Táchira   | Giuseppe Antonelli      | 5 de febrero | 2.738  |
| Caracas FC            | 1:0 | Llaneros de Guanare | Olímpico de la UCV      | 7 de febrero | 7.537  |

| Deportivo Petare      | 2:2 | Zamora FC            | Olímpico de la UCV            | 10 de febrero | 935              |
| Real Esppor           | 1:1 | Deportivo Anzoátegui | Brígido Iriarte               | 11 de febrero | 1.347            |
| Deportivo Táchira     | 1:0 | Tucanes de Amazonas  | Polideportivo de Pueblo Nuevo | 11 de febrero | 4.764            |
| Zulia FC              | 1:3 | Aragua FC            | José Encarnación Romero       | 11 de febrero | 996              |
| Llaneros de Guanare   | 2:0 | Atlético El Vigía    | Rafael Calles Pinto           | 12 de febrero | A puerta cerrada |
| Carabobo FC           | 1:1 | Yaracuyanos FC       | Polideportivo Misael Delgado  | 12 de febrero | 3.494            |
| Estudiantes de Mérida | 1:0 | Trujillanos FC       | Metropolitano de Mérida       | 12 de febrero | 1.941            |
| Mineros de Guayana    | 1:1 | Caracas FC           | CTE Cachamay                  | 12 de febrero | 36.772           |
| CD Lara               | 2:1 | Monagas SC           | Metropolitano de Lara         | 12 de febrero | 7.749            |

| Aragua FC            | 1:1 | CD Lara               | Giuseppe Antonelli      | 25 de febrero | 4.761  |
| Monagas SC           | 2:0 | Deportivo Petare      | Monumental de Maturín   | 25 de febrero | 2.243  |
| Deportivo Anzoátegui | 3:1 | Estudiantes de Mérida | José Antonio Anzoátegui | 25 de febrero | 2.100  |
| Atlético El Vigía    | 0:0 | Deportivo Táchira     | Ramón Hernández         | 26 de febrero | 3.091  |
| Tucanes de Amazonas  | 0:1 | Zulia FC              | Antonio José de Sucre   | 26 de febrero | 7.800  |
| Trujillanos FC       | 1:3 | Zamora FC             | José Alberto Pérez      | 26 de febrero | 2.115  |
| Yaracuyanos FC       | 1:2 | Real Esppor           | Florentino Oropeza      | 26 de febrero | 3.960  |
| Caracas FC           | 2:1 | Carabobo FC           | Olímpico de la UCV      | 26 de febrero | 11.859 |
| Llaneros de Guanare  | 1:1 | Mineros de Guayana    | Rafael Calles Pinto     | 26 de febrero | 4.644  |

| Real Esppor           | 0:1 | Caracas FC           | Brígido Iriarte               | 3 de marzo | 8.068 |
| Deportivo Petare      | 1:0 | Aragua FC            | Olímpico de la UCV            | 3 de marzo | 763   |
| Carabobo FC           | 0:0 | Llaneros de Guanare  | Polideportivo Misael Delgado  | 4 de marzo | 3.194 |
| Estudiantes de Mérida | 1:0 | Yaracuyanos FC       | Metropolitano de Mérida       | 4 de marzo | 2.126 |
| Trujillanos FC        | 0:0 | Deportivo Anzoátegui | José Alberto Pérez            | 4 de marzo | 955   |
| Zulia FC              | 1:0 | Atlético El Vigía    | José Encarnación Romero       | 4 de marzo | 1.106 |
| CD Lara               | 6:1 | Tucanes de Amazonas  | Metropolitano de Lara         | 4 de marzo | 8.140 |
| Deportivo Táchira     | 1:2 | Mineros de Guayana   | Polideportivo de Pueblo Nuevo | 4 de marzo | 4.555 |
| Zamora FC             | 1:0 | Monagas SC           | Agustín Tovar                 | 4 de marzo | 5.338 |

| Deportivo Táchira   | 1:0 | Zulia FC              | Polideportivo de Pueblo Nuevo | 9 de marzo  | 2.534            |
| Aragua FC           | 2:1 | Zamora FC             | Giuseppe Antonelli            | 10 de marzo | A Puerta Cerrada |
| Atlético El Vigía   | 0:2 | CD Lara               | Ramón Hernández               | 11 de marzo | 1.508            |
| Tucanes de Amazonas | 2:2 | Deportivo Petare      | Antonio José de Sucre         | 11 de marzo | 9.980            |
| Yaracuyanos FC      | 0:0 | Trujillanos FC        | Florentino Oropeza            | 11 de marzo | 2.628            |
| Caracas FC          | 2:1 | Estudiantes de Mérida | Olímpico de la UCV            | 11 de marzo | 12.088           |
| Llaneros de Guanare | 2:0 | Real Esppor           | Rafael Calles Pinto           | 11 de marzo | 2.623            |
| Mineros de Guayana  | 2:0 | Carabobo FC           | CTE Cachamay                  | 11 de marzo | 14.541           |
| Monagas SC          | 1:1 | Deportivo Anzoátegui  | Monumental de Maturín         | 11 de marzo | 4.329            |

| Real Esppor           | 1:0 | Zulia FC            | Brígido Iriarte              | 17 de marzo | 1.017  |
| Llaneros de Guanare   | 2:1 | Tucanes de Amazonas | Rafael Calles Pinto          | 18 de marzo | 4.876  |
| Caracas FC            | 2:1 | Aragua FC           | Olímpico de la UCV           | 18 de marzo | 11.792 |
| Yaracuyanos FC        | 1:0 | Monagas SC          | Florentino Oropeza           | 18 de marzo | 1.976  |
| Estudiantes de Mérida | 1:2 | CD Lara             | Metropolitano de Mérida      | 18 de marzo | 5.119  |
| Trujillanos FC        | 0:0 | Deportivo Petare    | José Alberto Pérez           | 18 de marzo | 330    |
| Carabobo FC           | 1:0 | Deportivo Táchira   | Polideportivo Misael Delgado | 18 de marzo | 7.300  |
| Mineros de Guayana    | 4:0 | Atlético El Vigía   | CTE Cachamay                 | 18 de marzo | 14.225 |
| Deportivo Anzoátegui  | 1:0 | Zamora FC           | José Antonio Anzoátegui      | 18 de marzo | 2.468  |

| Deportivo Táchira   | 0:1 | Real Esppor           | Polideportivo de Pueblo Nuevo | 23 de marzo | 2.459            |
| Atlético El Vigía   | 1:0 | Carabobo FC           | Ramón Hernández               | 25 de marzo | 1.012            |
| Tucanes de Amazonas | 1:2 | Mineros de Guayana    | Antonio José de Sucre         | 25 de marzo | 13.600           |
| Monagas SC          | 2:0 | Caracas FC            | Monumental de Maturín         | 25 de marzo | 9.305            |
| Deportivo Petare    | 0:1 | Deportivo Anzoátegui  | Olímpico de la UCV            | 25 de marzo | 2.735            |
| Zulia FC            | 1:0 | Estudiantes de Mérida | José Encarnación Romero       | 25 de marzo | 1.250            |
| Aragua FC           | 2:1 | Llaneros de Guanare   | Giuseppe Antonelli            | 25 de marzo | A puerta cerrada |
| Zamora FC           | 1:2 | Yaracuyanos FC        | Agustín Tovar                 | 25 de marzo | 3.406            |
| CD Lara             | 1:1 | Trujillanos FC        | Metropolitano de Lara         | 25 de marzo | 14.061           |

| Real Esppor           | 0:0 | Atlético El Vigía   | Brígido Iriarte              | 31 de marzo | 1.275  |
| Llaneros de Guanare   | 1:1 | Monagas SC          | Rafael Calles Pinto          | 1 de abril  | 3.643  |
| Yaracuyanos FC        | 0:2 | Deportivo Petare    | Florentino Oropeza           | 1 de abril  | 2.560  |
| Carabobo FC           | 1:0 | Tucanes de Amazonas | Polideportivo Misael Delgado | 1 de abril  | 3.876  |
| Trujillanos FC        | 1:0 | Zulia FC            | José Alberto Pérez           | 1 de abril  | 475    |
| Mineros de Guayana    | 2:2 | Aragua FC           | CTE Cachamay                 | 1 de abril  | 16.614 |
| Deportivo Anzoátegui  | 1:0 | CD Lara             | José Antonio Anzoátegui      | 1 de abril  | 16.294 |
| Caracas FC            | 1:0 | Zamora FC           | Olímpico de la UCV           | 4 de abril  | 12.007 |
| Estudiantes de Mérida | 2:1 | Deportivo Táchira   | Metropolitano de Mérida      | 8 de abril  | 6.274  |

| Deportivo Táchira   | 2:0 | Trujillanos FC        | Polideportivo de Pueblo Nuevo | 13 de abril | 2.020  |
| Zamora FC           | 0:0 | Llaneros de Guanare   | Agustín Tovar                 | 14 de abril | 2.848  |
| Atlético El Vigía   | 1:1 | Estudiantes de Mérida | Ramón Hernández               | 15 de abril | 2.738  |
| Tucanes de Amazonas | 2:0 | Real Esppor           | Antonio José de Sucre         | 15 de abril | 8.820  |
| Zulia FC            | 1:0 | Deportivo Anzoátegui  | José Encarnación Romero       | 15 de abril | 1.085  |
| Aragua FC           | 0:0 | Carabobo FC           | Giuseppe Antonelli            | 15 de abril | 4.277  |
| Deportivo Petare    | 1:0 | Caracas FC            | Olímpico de la UCV            | 15 de abril | 14.935 |
| Monagas SC          | 0:1 | Mineros de Guayana    | Monumental de Maturín         | 15 de abril | 9.046  |
| CD Lara             | 1:0 | Yaracuyanos FC        | Metropolitano de Lara         | 15 de abril | 13.793 |

| Real Esppor           | 1:1 | Aragua FC           | Brígido Iriarte              | 21 de abril | 1.041  |
| Llaneros de Guanare   | 1:0 | Deportivo Petare    | Rafael Calles Pinto          | 22 de abril | 3.709  |
| Caracas FC            | 2:3 | CD Lara             | Olímpico de la UCV           | 22 de abril | 19.326 |
| Yaracuyanos FC        | 1:2 | Zulia FC            | Florentino Oropeza           | 22 de abril | 1.397  |
| Carabobo FC           | 2:1 | Monagas SC          | Polideportivo Misael Delgado | 22 de abril | 3.344  |
| Trujillanos FC        | 3:0 | Atlético El Vigía   | José Alberto Pérez           | 22 de abril | 420    |
| Estudiantes de Mérida | 2:0 | Tucanes de Amazonas | Metropolitano de Mérida      | 22 de abril | 6.162  |
| Mineros de Guayana    | 3:1 | Zamora FC           | CTE Cachamay                 | 22 de abril | 18.872 |
| Deportivo Anzoátegui  | 2:1 | Deportivo Táchira   | José Antonio Anzoátegui      | 22 de abril | 10.184 |

| Atlético El Vigía   | 1:0 | Deportivo Anzoátegui  | Ramón Hernández               | 29 de abril | 851    |
| Tucanes de Amazonas | 1:3 | Trujillanos FC        | Antonio José de Sucre         | 29 de abril | 7.660  |
| Deportivo Petare    | 2:4 | Mineros de Guayana    | Olímpico de la UCV            | 29 de abril | 3.010  |
| Monagas SC          | 1:0 | Real Esppor           | Monumental de Maturín         | 29 de abril | 2.705  |
| CD Lara             | 1:0 | Llaneros de Guanare   | Metropolitano de Lara         | 29 de abril | 18.761 |
| Zulia FC            | 2:0 | Caracas FC            | José Encarnación Romero       | 29 de abril | 1.963  |
| Deportivo Táchira   | 1:1 | Yaracuyanos FC        | Polideportivo de Pueblo Nuevo | 29 de abril | 1.536  |
| Aragua FC           | 0:0 | Estudiantes de Mérida | Giuseppe Antonelli            | 29 de abril | 2.599  |
| Zamora FC           | 2:1 | Carabobo FC           | Agustín Tovar                 | 29 de abril | 2.150  |

| Real Esppor           | 1:2 | Zamora FC           | Brígido Iriarte              | 5 de mayo | 1.004  |
| Mineros de Guayana    | 0:1 | CD Lara             | CTE Cachamay                 | 6 de mayo | 45.675 |
| Llaneros de Guanare   | 1:0 | Zulia FC            | Rafael Calles Pinto          | 6 de mayo | 5.193  |
| Caracas FC            | 1:1 | Deportivo Táchira   | Olímpico de la UCV           | 6 de mayo | 19.738 |
| Yaracuyanos FC        | 2:0 | Atlético El Vigía   | Florentino Oropeza           | 6 de mayo | 284    |
| Carabobo FC           | 2:0 | Deportivo Petare    | Polideportivo Misael Delgado | 6 de mayo | 3.244  |
| Deportivo Anzoátegui  | 6:1 | Tucanes de Amazonas | José Antonio Anzoátegui      | 6 de mayo | 1.644  |
| Trujillanos FC        | 2:1 | Aragua FC           | José Alberto Pérez           | 6 de mayo | 876    |
| Estudiantes de Mérida | 0:0 | Monagas SC          | Metropolitano de Mérida      | 6 de mayo | 5.480  |

| Deportivo Petare    | 0:0 | Real Esppor           | Olímpico de la UCV            | 12 de mayo | 688    |
| Zulia FC            | 1:0 | Mineros de Guayana    | José Encarnación Romero       | 13 de mayo | 1.213  |
| Deportivo Táchira   | 3:1 | Llaneros de Guanare   | Polideportivo de Pueblo Nuevo | 13 de mayo | 1.812  |
| Atlético El Vigía   | 2:3 | Caracas FC            | Ramón Hernández               | 13 de mayo | 1.111  |
| Tucanes de Amazonas | 0:1 | Yaracuyanos FC        | Antonio José de Sucre         | 13 de mayo | 3.680  |
| CD Lara             | 2:0 | Carabobo FC           | Metropolitano de Lara         | 13 de mayo | 15.200 |
| Aragua FC           | 0:2 | Deportivo Anzoátegui  | Giuseppe Antonelli            | 13 de mayo | 1.380  |
| Monagas SC          | 1:1 | Trujillanos FC        | Monumental de Maturín         | 13 de mayo | 898    |
| Zamora FC           | 3:2 | Estudiantes de Mérida | Agustín Tovar                 | 13 de mayo | 2.713  |

## Goleadores
| Jugador              | Jugador             | Goles | Equipo               |
| -------------------- | ------------------- | ----- | -------------------- |
| Bandera de Venezuela | Rafael Castellín    | 10    | Deportivo Lara       |
| Bandera de Venezuela | Jorge Alberto Rojas | 8     | Mineros de Guayana   |
| Bandera de Colombia  | James Cabezas       | 8     | Monagas              |
| Bandera de Venezuela | Gelmin Rivas        | 7     | Deportivo Anzoátegui |
| Bandera de Venezuela | Heiber Díaz         | 6     | Carabobo FC          |
| Bandera de Venezuela | Víctor Rentería     | 6     | Tucanes de Amazonas  |
| Bandera de Colombia  | Sergio Herrera      | 6     | Deportivo Táchira    |
| Bandera de Colombia  | Zamir Valoyes       | 6     | Deportivo Lara       |